# Harry Lewis
Harry L. Lewis (n. 1 aprilie 1920, Los Angeles, California, SUA – d. 9 iunie 2013, Beverly Hills, California, SUA) a fost un actor american și fondator, alături de soția sa, Marilyn, al lanțului de restaurante Hamburger Hamlet⁠(d).

## Biografie
Lewis s-a născut în Los Angeles, California la 1 aprilie 1920. Primul său rol de film a fost în Dive Bomber⁠(d) (1941). A încheiat un contract cu compania Warner Bros. și a apărut în mai multe filme realizate de aceasta. Cel mai cunoscut rol al său este Edward „Toots” Bass, unul dintre acoliții lui Edward G. Robinson, în lungmetrajul Key Largo din 1948.
A interpretat următoarele roluri minore: majordomul lui Claude Rains în The Unsuspected⁠(d) (1947), șeriful Clyde Boston în Gun Crazy (1949), șeful unui grup criminal în Blonde Dynamite⁠(d) (1950) și un gangster în episodul „The Monkey Mystery" al serialului Adventures of Superman⁠(d) (1951). De asemenea, a fost un sclav în filmul epic Cele zece porunci din 1956.
În 1950, Lewis și Marilyn Friedman, iubita sa, au investit US$3.500 (echivalent cu $35.700 in 2017) pentru a deschide restaurantul Hamburger Hamlet⁠(d) la intersecția dintre Sunset Boulevard și Hilldale Avenue pe Sunset Strip⁠(d) din Los Angeles. Restaurantul a avut succes și s-a extins în alte 24 de locații. Cei doi copii ai cuplului, David și Adam, s-au implicat în afacerea familiei. Aceștia au vândut compania pentru 29,2 milioane USD în 1987 (echivalentul a 75,2 milioane de dolari în 2022).
Lewis a murit pe 9 iunie 2013 la vârsta de 93 de ani. Marilyn a murit pe 3 mai 2017.

## Filmografie
| An   | Titlu                             | Rol                         | Note        |
| ---- | --------------------------------- | --------------------------- | ----------- |
| 1941 | Dive Bomber                       | Flag Man                    | Nemenționat |
| 1941 | International Squadron            | Pilot                       | Nemenționat |
| 1941 | One Foot in Heaven                | Young Soldier in Hospital   | Nemenționat |
| 1941 | They Died with Their Boots On     | Youth                       | Nemenționat |
| 1941 | The Body Disappears               | Elevator Operator           | Nemenționat |
| 1941 | You're in the Army Now            | Recruit                     | Nemenționat |
| 1942 | Captains of the Clouds            | Mr. Burton - RCAF Applicant | Nemenționat |
| 1942 | Always in My Heart                | Steve                       |             |
| 1942 | Secret Enemies                    | Radio Operator              | Nemenționat |
| 1942 | Busses Roar                       | Danny                       |             |
| 1942 | Desperate Journey                 | Evans                       | Nemenționat |
| 1943 | The Hard Way                      | Serious Young Man           | Nemenționat |
| 1943 | Air Force                         | Minor Role                  | Nemenționat |
| 1944 | The Last Ride                     | Harry Bronson               |             |
| 1944 | Winged Victory                    | Cadet Peter Clark           |             |
| 1946 | Her Kind of Man                   | Candy                       |             |
| 1947 | The Unsuspected                   | Max                         |             |
| 1947 | Always Together                   | Reporter                    | Nemenționat |
| 1948 | Winter Meeting                    | Juvenile                    | Nemenționat |
| 1948 | Wallflower                        | Arthur                      | Nemenționat |
| 1948 | Key Largo                         | Edward 'Toots' Bass         |             |
| 1948 | Adventures of Don Juan            | Innkeeper's Son             | Nemenționat |
| 1948 | The Decision of Christopher Blake | Juvenile in Play            | Nemenționat |
| 1948 | Whiplash                          | Press Man                   | Nemenționat |
| 1949 | Joe Palooka in the Counterpunch   | Chick Bennett               |             |
| 1949 | Bomba on Panther Island           | Robert Maitland             |             |
| 1950 | Gun Crazy                         | Deputy Clyde Boston         |             |
| 1950 | Blonde Dynamite                   | Champ Fallon                |             |
| 1950 | My Friend Irma Goes West          | Trooper                     | Nemenționat |
| 1950 | Southside 1-1000                  | FBI Agent                   | Nemenționat |
| 1951 | The Fat Man                       | Happy Stevens               |             |
| 1953 | Run for the Hills                 | Mr. Carewe                  |             |
| 1953 | Vice Squad                        | Arresting Detective         | Nemenționat |
| 1956 | The Harder They Fall              | New York Ring Announcer     | Nemenționat |
| 1956 | The Ten Commandments              | Slave                       | Nemenționat |
| 1956 | Accused of Murder                 | Bartender                   | Nemenționat |
| 1956 | The Man Is Armed                  | Cole                        |             |
| 1959 | I Mobster                         | Gangster                    | Nemenționat |
| 1969 | Pendulum                          | Brooks Elliot               |             |
| 1978 | Invisible Strangler               | Stage Manager               |             |